# 鄭鎮奭
ニコラス鄭鎭奭（英：Nicholas Cheong Jin-Suk、ハングル：정진석、チョン・ジンソク、1931年12月7日 - 2021年4月27日）は、大韓民国のローマ・カトリック教会の枢機卿。第12代ソウル教区大司教を務めた。
1970年から1998年までは清州教区の司教を務め、2006年に枢機卿になった。

## 人物
京城生まれ。1954年に神学校で神学士号（B.Th）を取得する以前は、ソウル大学校で化学エンジニアリングを学んでいた。香港で社会学を学んだのち、1961年3月18日に当時の大司教、パウロ盧基南によって司祭叙階され、ソウルで司祭を務めた。
1962年には小神学校の教授になり、ソウル大教区法院の公証人になった。
1964年から65年までローマ教皇庁の書記とカトリック会議の次長を務めた。1966年から67年までは司教書記と小神学校の助任司祭を務め、その後ローマで教会法を学び、1968年から1970年まで教皇庁立ウルバノ大学に通った。
1970年6月25日、鄭はローマ教皇パウロ6世によって第2代清州教区司教に選ばれた。10月3日に盧基南大司教、メリノール宣教会司教ジェームズ・パーディ、清州市聖家族教会共同奉献者のペテロ韓玜烈から司教祝聖を受けた。1998年4月3日にはソウル大司教に任命され、同年6月6日、平壌の使徒座管理者を務めた。また、同年には韓国司教会議の議長を務め、韓国カトリック教会のスポークスマンも務めた。
2006年3月24日の教皇枢密会議の際、ベネディクト16世は彼をボッチェアのルルド無原罪の聖母の枢機卿に任命し、翌年5月6日に彼はローマ教皇庁の家庭評議会の最高委員に任命され、2007年2月3日には w:Council of Cardinals for the Study of the Organizational and Economic Problems of the Holy Seeにも任命された。近年は広報評議会の一員にもなった。